# Akrotíri
Akrotíri är en ort i Grekland.   Den ligger i prefekturen Nomós Zakýnthou och regionen Joniska öarna, i den sydvästra delen av landet, 250 km väster om huvudstaden Aten. Akrotíri ligger 30 meter över havet och antalet invånare är 155. Den ligger på ön Zakynthos.
Terrängen runt Akrotíri är platt västerut, men åt sydost är den kuperad. Havet är nära Akrotíri åt nordost. Runt Akrotíri är det tätbefolkat, med 331 invånare per kvadratkilometer. Närmaste större samhälle är Zákynthos, 2,7 km söder om Akrotíri. 